# 高橋生建
高橋 生建（たかはし しょうけん、1952年 - ）は、日本の写真家。立正大学卒業。
“生建”の名の通り、建築カメラマンとして写真を撮り始めた後、女性モデルのグラビア写真も撮る様になった。グラビア業界では、国内外を問わず、複数の女性モデルを1冊の写真集にまとめあげるオムニバス写真集を得意とする。主な作品に、吉岡美穂ファースト写真集や竹書房の『美少女紀行』などがある。

## 主な写真集
- 1996.12 聖少女-ヨーロッパの白い妖精たち コスミックインターナショナル ISBN 978-4885327087
- 1999.01 釈由美子 写真集『シレーヌ』竹書房 ISBN 978-4812404423
- 1999.07 高樹澪 写真集『WATERY』竹書房
- 1999.08 草凪純 写真集『JUN』竹書房
- 2000.06 吉岡美穂ファースト写真集『MIHO』宙出版 ISBN 978-4872878134
- 2000.12 鳳仙花 双葉社 ISBN 978-4575291810
- 2002.06 吉岡美穂 写真集『Cheers For MIHO』双葉文庫 ISBN 978-4575712124
- 2003.12 及川奈央 写真集『女神』双葉社
- 2003.04 松田純 写真集『Flower』音楽専科社 ISBN 978-4872791280
- 2005.12 麻美ゆま 写真集『ASA‐YUMA』双葉社
- 2006.06 西本はるか 写真集 リイド社 ISBN 978-4845833009
- 2007.03 小林ひとみ 写真集『美熟』竹書房